# Opisthoxia limboguttata
Opisthoxia limboguttata là một loài bướm đêm trong họ Geometridae.